# 苏米特 (曲棍球运动员)
苏米特（Sumit，1996年12月20日—），印度男子曲棍球运动员，司职中场，2020年夏季奥林匹克运动会男子曲棍球铜牌得主、2022年亚洲运动会男子曲棍球金牌得主。